# Jez Sukur
Jez Sukur (sindsko سکر بئراج, urdujsko سکھر بیراج‎) je jez na reki Ind blizu mesta Sukur v provinci Sind v Pakistanu. Jez je bil zgrajen v času Britanskega Raja od 1923 do 1932 in je bil imenovan Lloyd Barrage. Jez Sukur je ponos pakistanskega namakalnega sistema, saj je največje enotno namakalno omrežje te vrste na svetu. Namaka od okrožja Sukur na severu do okrožij Mirpurkhas/Tharparkar in Hiderabad na jugu Sinda, skoraj vse dele province. Je približno 500 kilometrov severovzhodno od Karačija, 5 kilometrov pod železniškim mostom ali sotesko Sukur. Uvedba namakalnega sistema, nadzorovanega z jezovi, je povzročila pravočasno oskrbo z vodo za obstoječa obdelovalna območja province Sind v Pakistanu.

## Zgodovina
Sind skoraj v celoti preživi z vodo reke Ind, saj je na voljo zelo malo podzemne vode. V pokrajini pade povprečno med 100 in 200 mm padavin na leto, stopnja izhlapevanja pa med 1000 in 2000 mm. Tako je Sind suh in le Ind namaka sicer nerodovitna ozemlja Sinda. Redne raziskave za oceno razpoložljivosti podzemne vode v pokrajini niso bile izvedene. Različni viri ocenjujejo, da obsega med tri in pet MAF, razpršenih na 28 odstotkih geografskega območja Sinda. Vendar pa nekateri strokovnjaki menijo, da je manj od teh ocen. To vodo najdemo predvsem ob vodnih kanalih Inda in v nekaj naravnih podzemnih tokovih.
Zamisel o jezu Sukur je zasnoval C.A. Fife, leta 1868. Vendar je bil projekt dokončno odobren leta 1923. Zgrajen je bil pod splošnim vodstvom sira Charltona Harrisona, CIE, kot glavnega inženirja, medtem ko je bil sir Arnold Musto, CIE, arhitekt in inženir sheme. Glavna dela in kanali so bili dokončani do leta 1932. Po zaključku jih je odprl 1. grof Willingdon, podkralj Indije. Shemo je sprožil guverner Bombaja sir George Lloyd (pozneje znan kot Lord Lloyd) in je bila poimenovana njemu v čast. Pandurang K Shinde [Esqr, B. A, I.S.E] je ponudil svoje inženirske storitve, ki je bil kasneje odgovoren za jez Radhanagari v Maharaštri v Indiji, Syed Ghulam Mustafa iz cesarske službe pa je prav tako igral ključno vlogo pri načrtovanju in gradnji jezu. Legendarni indijski gradbeni inženir M. Višvesvaraja je prispeval svoje storitve za razvoj vodovoda.
Pakistanska vlada je za oživitev zmogljivosti skladiščenja vode in učinkovitosti distribucije začela obsežno obnovo jeza Sukur. Delo sta začela Inženirski korpus pakistanske vojske in Frontier Works Organisation (FWO) 22. novembra 2004 in je bilo dokončano pred rokom julija 2005, stroški pa so znašali le 15 milijonov US$). Strokovnjaki menijo, da je sanacija jezu povečala njegovo učinkovitost za nadaljnjih 60 do 70 let.

## Delovanje
Jez Sukur se uporablja za nadzor pretoka vode v reki Ind za namene namakanja in nadzora poplav. Ta pregrada, ki je hrbtenica gospodarstva celotne države, omogoča pretok vode skozi prvotno mrežo sedmih kanalov, dolgih 9923 kilometrov, ki napajajo največji namakalni sistem na svetu z več kot 7,63 milijona hektarjev namakane zemlje, ki predstavlja približno 25 % celotne kanalsko namakane površine v državi. Podporni zid jezu ima 66 razponov (odtočnih vrat), od katerih so vsaka široka 18 metrovin tehtajo 50 ton.
Prekop Nara, ki je eden od sedmih kanalov, ki potekajo iz tega jezu, je najdaljši kanal v tej državi, saj ima skoraj enak pretok kot reka Temza v Londonu, njegova struga pa je široka 105 metrov in je 1⁄2-krat večji od Sueškega prekopa. Pravzaprav prekop Nara ni umetni prekop, saj je bil najjužnejši del reke Hakro, ki je izhajala iz vznožja Sutleža, ki se je po prečkanju ravnic Pandžab in Bhavalpur pridružil Nari skozi reko Raini, katere ostanki še vedno izstopajo v okrožje Ghotki v provinci Sind. Ta kanal pokriva površino 930.000 hektarjev.
Naslednji največji prekop je prekop Rohri, ki je sicer nekoliko krajši od prekopa Nara, a vendarle prepušča veliko več kot prvi. Pokriva obdelovalno površino 1.100.000 hektarjev, namenjenih za namakanje. Bombaž, pšenica in sladkorni trs so glavni pridelki, ki se gojijo v tem sistemu kanalov. Vsi štirje prekop na levem in dva na desnem bregu reke Ind so trajni prekopi, ki zagotavljajo namakalne zaloge vse leto. Sedmi prekop,  Rice prekop na desni strani, je sezonski, ki teče samo v sezoni kharif (monsunski ali jesenski pridelki) in je namenjen gojenju riža. N.W. Kanal na desnem bregu zagotavlja trajno namakanje površine 391.000 hektarjev, od tega 74.000 hektarjev v provinci Belučistan.

## Divje živali
Indske rečne delfine običajno vidimo gorvodno od pregrade.